# Anielle Franco
Anielle Francisco da Silva (Rio de Janeiro, 3 de maig de 1985), més coneguda com Anielle Franco, és professora, periodista i activista brasilera, afiliada al Partit dels Treballadors (PT). És directora de l'Institut Marielle Franco, columnista del UOL (Universo Online), i ministra d'Igualtat Racial del Brasil.

## Biografia
Anielle va iniciar la seva carrera com a jugadora de voleibol professional, ingressant en aquest esport als 8 anys. A l'edat de 16 anys, va obtenir una beca per estudiar als Estats Units on va passar dotze anys, durant els quals va continuar amb els seus estudis gràcies a diverses beques esportives. Anielle va assistir a diverses institucions educatives com Navarro College a Corsicana, Texas, Universitat Lousiana Tech, Universitat Central de Carolina del Nord i la Universitat d'Agricultura i Mecànica de Florida.
A través de la seva estada en aquestes dues últimes universitats, amb una rica història afroamericana, Anielle va copsar la importància de la consciència antiracista i la comprensió de la seva pròpia identitat com a dona negra. Durant aquest temps, va ser influenciada pel treball de destacats pensadors com Angela Davis, Martin Luther King i Malcolm X, tot aprofundint en la seva comprensió de les qüestions socials i racials.
En tornar al Brasil, va estudiar un màster en Relacions etnicoracials el 2021 al Centre Federal d'Educació Tecnològica Celso Suckow de la Fonseca (CEFET/RJ). Va treballar com a professora i va estar implicada en la vida política de la seva germana, Marielle Franco, qui va ser regidora i activista pels drets humans fins que va ser assassinada el 2018.

## Trajectòria com a activista
Poc després de la tràgica mort de la seva germana, Anielle va decidir crear l'Institut Marielle Franco per promoure activitats culturals i educatives com cineclubs, taules rodones, tallers de narració d'històries i presentacions de llibres.Des de la seva creació, Anielle ha mantingut viu el llegat i les idees polítiques de la seva germana, especialment en el suport als drets de les dones, les persones negres, i LGBTQIA+. L'entitat també lidera diverses iniciatives per donar suport a les dones negres que volen participar o que ja participen en la política.

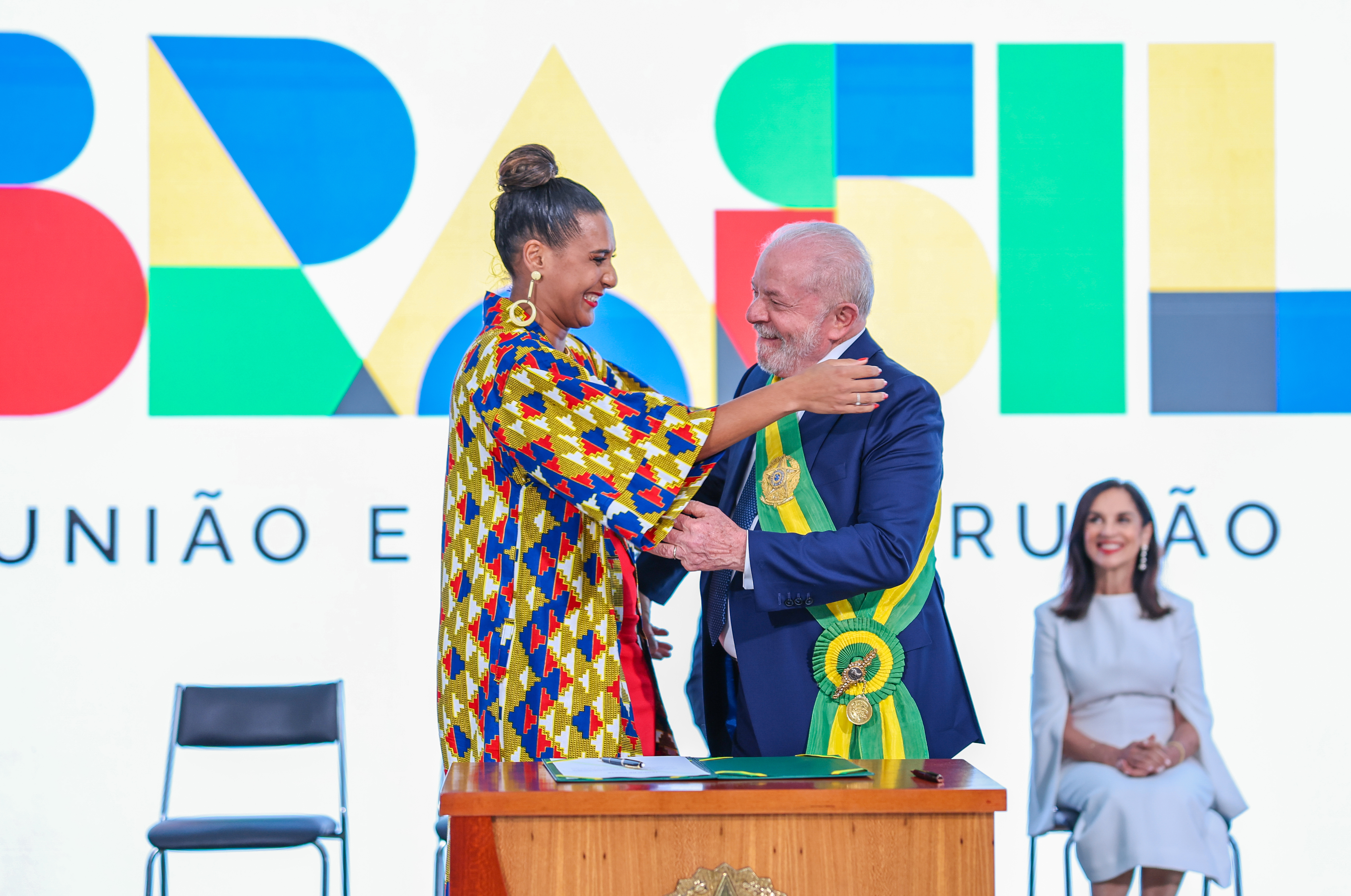
El president Lula nombra Anielle Franco com a ministra d'Estat de la Igualtat Racial en un cerimònia al Palau de Planalto.

El juliol de 2020, va impulsar a través de l'Institut, el llançament de la Plataforma Antiracista en les Eleccions (PANE) que té com a objectiu donar suport a les candidatures de presones negres en les eleccions municipals, mitjançant una sèrie d'activitats. PANE exerceix pressió sobre els partits polítics perquè facin viables les candidatures de les dones negres. A més, treballa per promoure la participació d'aquestes dones en els espais de presa de decisions i per garantir que el major nombre possible de candidatures es comprometin a defensar polítiques antiracistes, feministes i en favor de la comunitat LGBTQIA+.
A petició de l'Editoral Boitempo, Anielle va contribuir al l'edició del llibre Angela Davis - Una Autobiografia, el 2020. Només uns mesos més tard, va presentar el seu propi llibre Cartes per a Marielle, durant la Festa Literària Internacional de Paraty (FLIP). Aquesta obra és una compilació d'entrevistes i records que ofereixen una visió íntima i profunda del llegat de la seva germana.

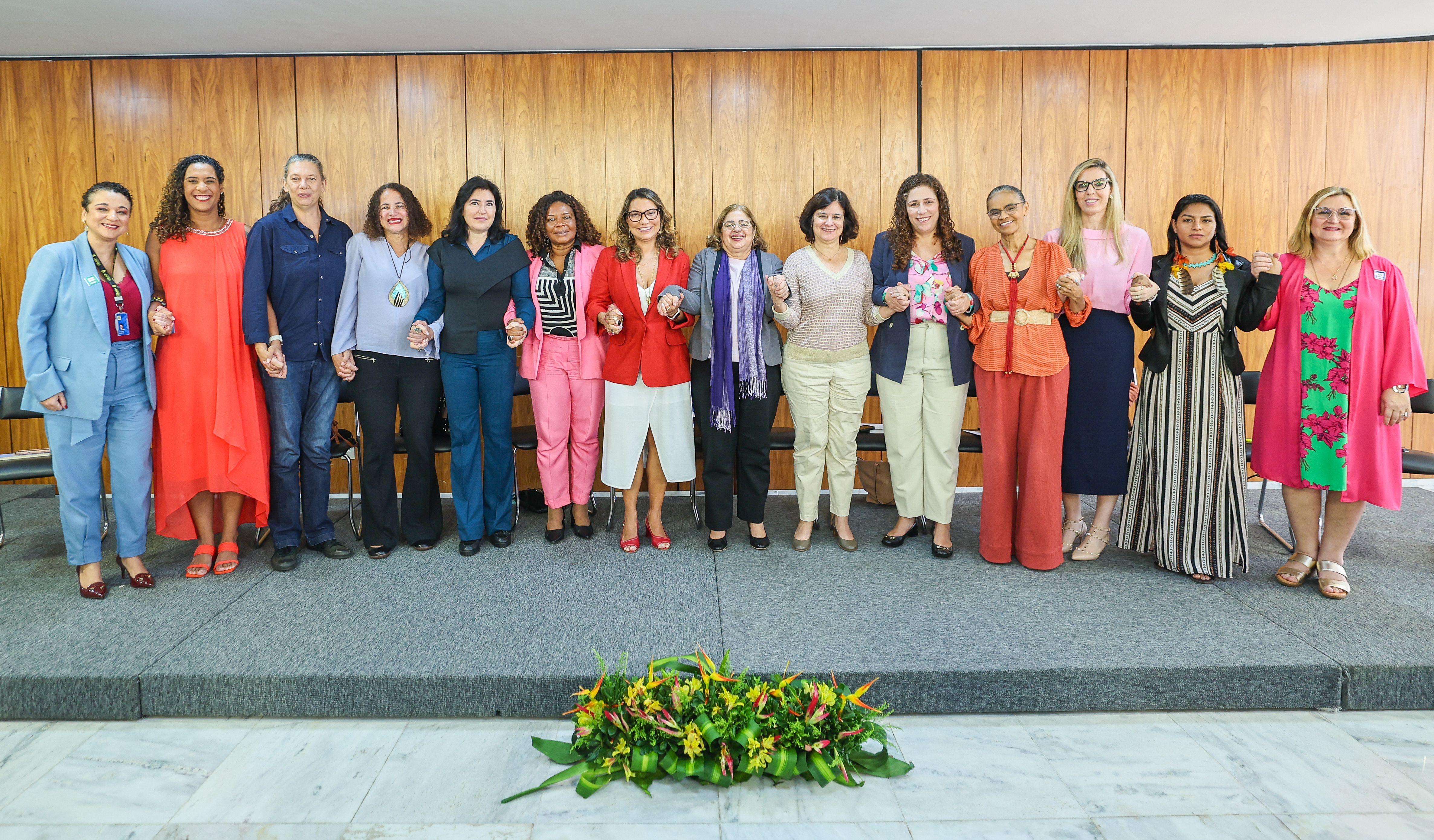
Reunió de ministres i presidentes de bancs en el mes Internacional de les Dones.

El 2021, en col·laboració amb Ana Carolina Lourenço, va coordinar el llibre La radical imaginació política de les dones negres, una recopilació d'escrits polítics de dones negres destacades com Lélia Gonzalez, Leci Brandão i Erica Malunguinho. Durant aquest mateix any, va ser convidada al programa de televisió Roda Viva.
Com a periodista, Anielle va iniciar un programa d'entrevistes a YouTube anomenat "Papo Franco". que gira a l'entorn de diverses temàtiques amb convidats diferents cada setmana.
Finalment, el 22 de desembre de 2022, va ser nomenada ministra d'Igualtat Racial en el govern de Lula de Silva, en reconeixement del seu compromís amb les qüestions d'igualtat i Justícia.

## Reconeixements i premis
- Va rebre la beca del Global Fellow, de la Fundació Ford per la seva tasca per empoderar dones d'arreu del món per a què s'uneixin i defensin els seus drets i creïn un món segur i just.[17]
- Va ser elegida com una de les dotze dones de l'any per la revista Time el 2023.[18]
- Va rebre la Gran Creu de l'Orde de Rio Branco del Brasil el 21 de novembre de 2023.[16]